# Хучва
Хучва или Гучва — река в Восточной Польше, второй по величине левобережный приток Западного Буга. Протекает через Хрубешувский повят, Томашувский повят, Хребушевскую котловину и Сокальскую гряду. Исток Хучвы находится в Юстыновке у Томашува-Любельского. Хучва впадает в Западный Буг в селе Грудек.
Длина реки 75 км, площадь бассейна реки 1394,3 км², а средний спад 1,92 ‰. Оценивается, что количество воды, поставляемое из Хучвы в Буг, равно 4 м³/с, что в масштабе региона является средним.. Дно Хучвы в долине имеет переменную ширину (от 100 м до более 1 км), часто встречаются старицы и канавы.
Главные притоки: Раханка (левый), Бялка (левый), Синиоха (левый), Камень (правый).
Города на Хучве: Лащув, Тышовце, Чермно, Турковице, Вроновице, Вербковице и Грубешов.